# Пречистое (Духовщинский район)
Пречи́стое — село в Смоленской области России, в Духовщинском районе. Расположено в северной части области в 35 км к северу от Духовщины, на пересечении автодороги Р136 Смоленск — Нелидово и железной дороги Смоленск — Озёрный, у истока реки Аржать.
Население — 1128 жителей (2007 год). Административный центр Пречистенского сельского поселения.

## Этимология
Свое название село получило по находившемуся здесь храму во имя Положения Ризы Пресвятой Богородицы (т.е. праздника в честь Пречистой Девы Марии). До этого оно называлось Залесьем (XVII в.).

## История
В 1760 г. взамен обветшавшего храма был выстроен новый, тоже деревянный, освященный, как и прежний, в честь Положения Ризы Божьeй Матери.
1826 — Возведение каменного храма. При активном участии протоиерея Якова Кирилловича Залесского, в селе была выстроена трехпрестольная церковь с колокольней. Приделы располагались в один ряд, главный носил имя в честь Положения Ризы Богоматери, придельные — во славу Воздвижения Креста и во имя преподобного Нила Столобенского.
К 1907 г. в селе действовали 2 школы, 2 ярмарки, врачебный пункт, 4 лавки и постоялый двор.
В 1925 г. Храм села Пречистого был переоборудован под клуб, однако официально он считался действующим, Окончательная ликвидация церкви произошла в 1931 г.
В 1929—1934 и 1935—1961 годах село было центром Пречистенского района Смоленской области.

## Достопримечательности
- Скульптура на братской могиле воинов Советской Армии, погибших в 1941—1943 гг.
- Братская могила партизан и мирных жителей, казнённых фашистами в 1942 г.
- Сельский музей изобразительных искусств, созданный в 1961 г. художником А. Г. Сашиным.